# Valdez Is Coming
Valdez Is Coming is een Amerikaanse western uit 1971, geregisseerd door Edwin Sherin. De film is gebaseerd op de roman Valdez Is Coming (1970) van Elmore Leonard.

## Rolverdeling
| Acteur             | Personage          |
| ------------------ | ------------------ |
| Burt Lancaster     | Bob Valdez         |
| Susan Clark        | Gay Erin           |
| Jon Cypher         | Frank Tanner       |
| Frank Silvera      | Diego              |
| Héctor Elizondo    | Mexicaan           |
| Phil Brown         | Malson             |
| Richard Jordan     | R.L. Davis         |
| Barton Heyman      | "El Segundo"       |
| Ralph Brown        | Beaudry            |
| Werner Hasselmann  | Sheriff            |
| Lex Monson         | Rincon             |
| Sylvia Poggioli    | Segundo's vriendin |
| José García García | Carlos             |
| María Montez       | Anita              |
| Juanita Penaloza   | Indiaanse vrouw    |